# Bambino Gesù di Praga
Il Bambino Gesù di Praga (in ceco Pražské Jezulátko) è una statuetta lignea, ricoperta di cera, conservata all'interno della chiesa di Santa Maria della Vittoria di Praga.

## Storia
Si ritiene che l'immagine sia stata scolpita nel sud della Spagna nel XVI secolo, opera di uno scultore sconosciuto, e che sia giunta nelle mani della famiglia dei conti di Treviño e duchi di Nájera che erano ambasciatori della monarchia spagnola a Praga. Nel 1628 venne quindi regalata ai Carmelitani scalzi del convento della chiesa di Santa Maria della Vittoria da Polyxena von Lobkowicz, che a sua volta l'aveva ricevuta come dono di nozze dalla madre María Manrique de Lara.
L'immagine è oggetto di grande devozione a causa della sua fama miracolosa e ha ricevuto diversi riconoscimenti papali: Leone XIII istituì la Congregazione del Bambino Gesù di Praga nel 1896, Pio X organizzò la fratellanza del Bambino Gesù di Praga nel 1913 e, più recentemente, Benedetto XVI ha donato una corona d'oro in occasione della sua visita apostolica nella Repubblica Ceca nel settembre 2009.